# Abbadia Lariana

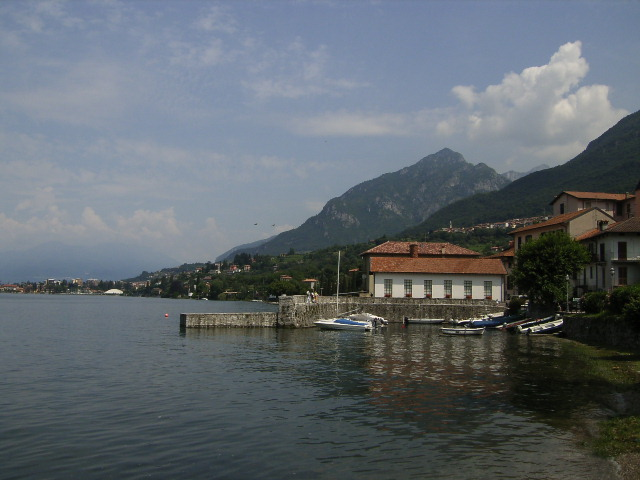
Puerto visto desde via Lungolago

Abbadia Lariana es un municipio de la región de Lombardía, en la provincia de Lecco, con 3169 habitantes (2024). Se extiende sobre una superficie de 17,09 kilómetros cuadrados, con una densidad de población de 185 habitantes/km². Limita con Ballabio, Lecco, Lierna, Oliveto Lario y Valbrona.
Se testimonia presencia humana en el territorio desde la Edad de Hierro. Se han hallado restos arqueológicos en la zona como dos tumbas de terracota, un canal y un pequeño altar dedicado al dios Hércules, así como restos de asentamientos galos y romanos.

## Evolución demográfica
| Gráfica de evolución demográfica de Abbadia Lariana entre 1861 y 2001 |
|                                                                       |
| Fuente ISTAT - elaboración gráfica de Wikipedia                       |

## Lugares de interés
- Civico Museo Setificio Monti.[3]

## Fuente
- Esta obra contiene una traducción  derivada de «Abbadia Lariana » de Wikipedia en portugués, publicada por sus editores bajo la Licencia de documentación libre de GNU y la Licencia Creative Commons Atribución-CompartirIgual 4.0 Internacional.